# Iglesia de Nuestra Señora de los Ángeles (La Yesa)
La iglesia de Nuestra Señora de los Ángeles es un templo católico situado en la Plaza Mayor del municipio de La Yesa. Es Bien de Relevancia Local con identificador número 46.10.262-004.

## Historia
La parroquia fue erigida el 20 de octubre de 1334 y pasó a depender de la Archidiócesis de Valencia en 1960.
La construcción del edificio fue terminada en 1622 según el modelo renacentista. Fue incendiada y dinamitada en 1840 durante las guerras carlistas. Su reconstrucción duró hasta 1852.

## Descripción

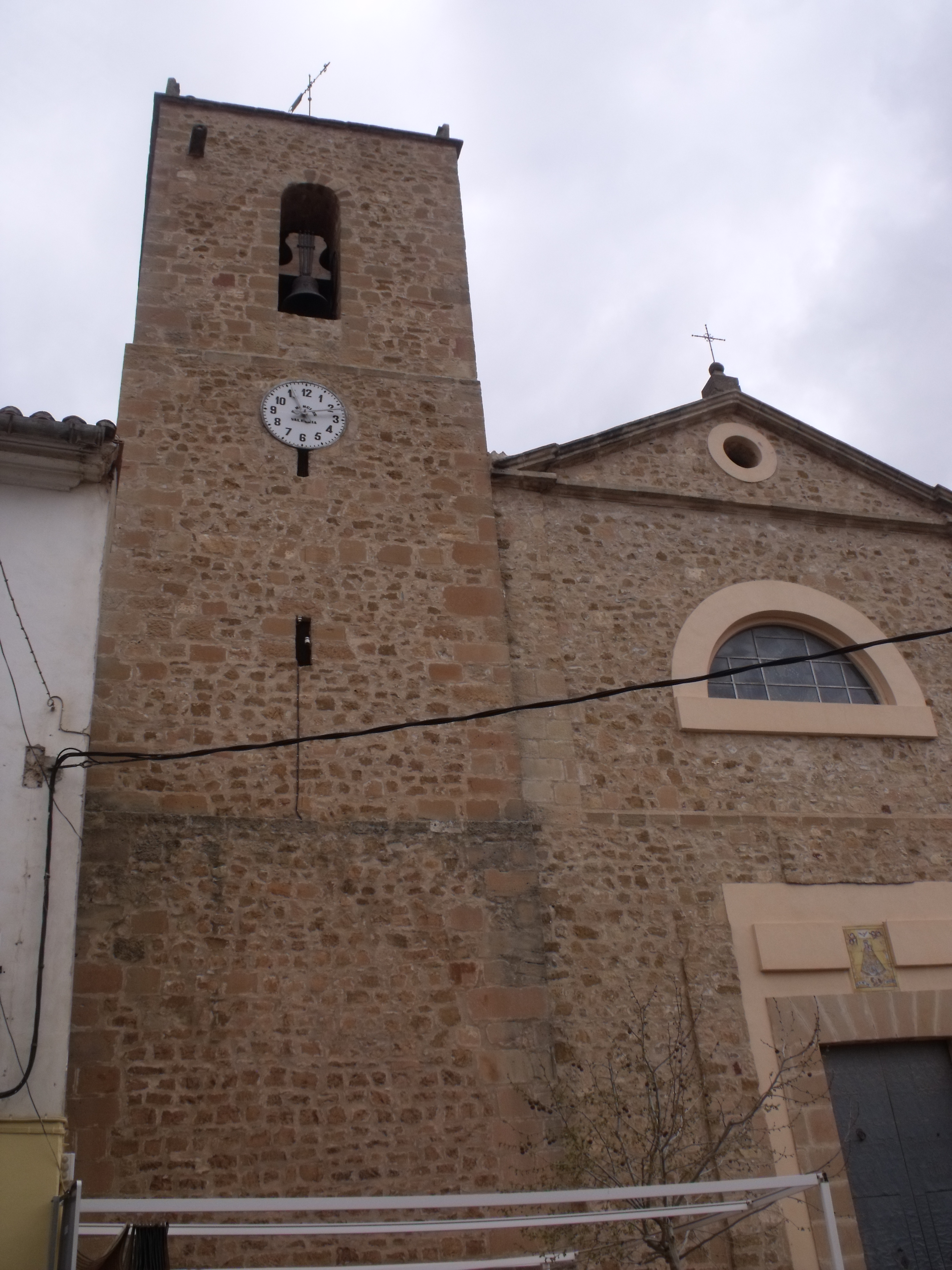
Campanario iglesia
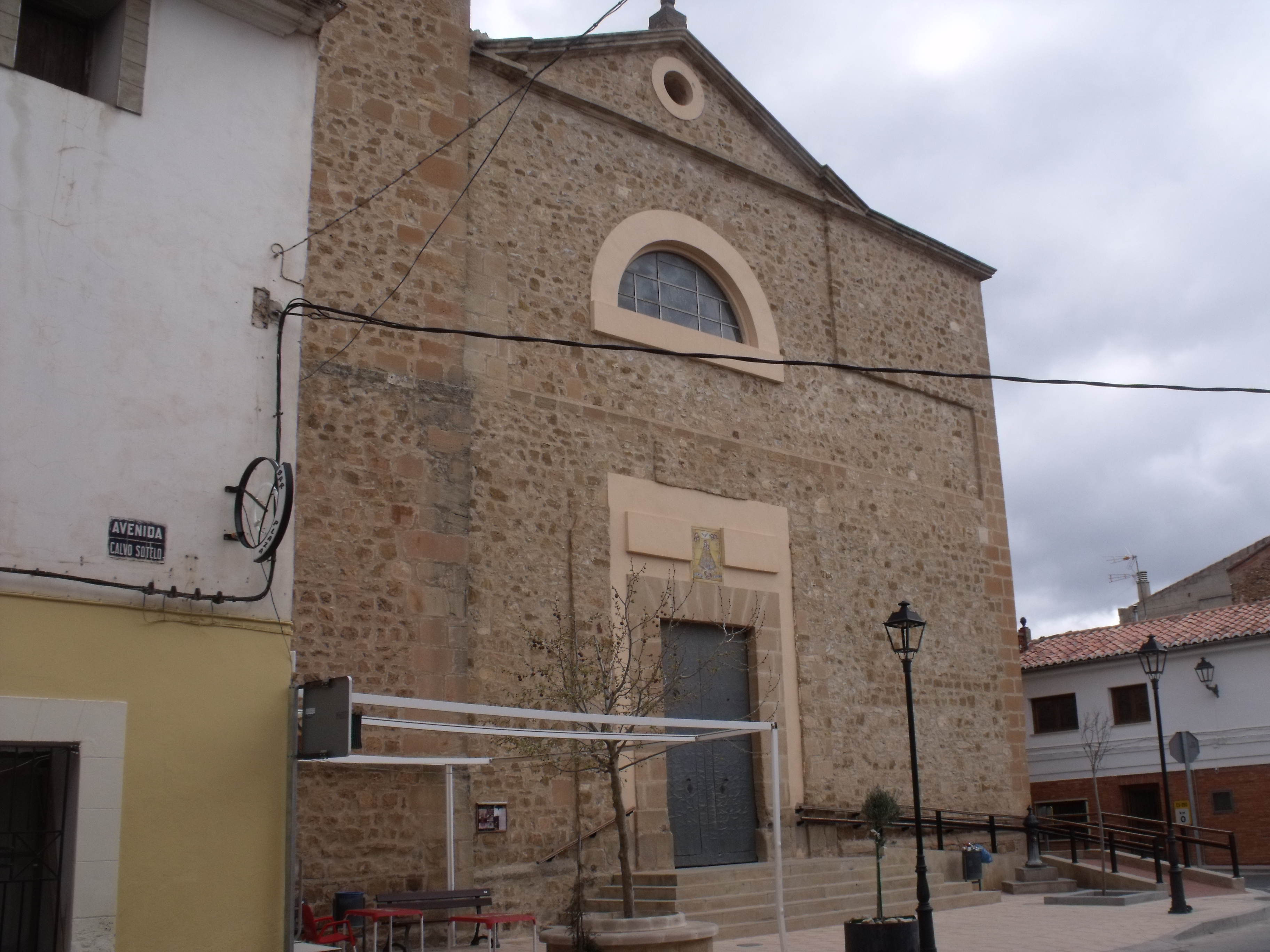
Fachada entrada
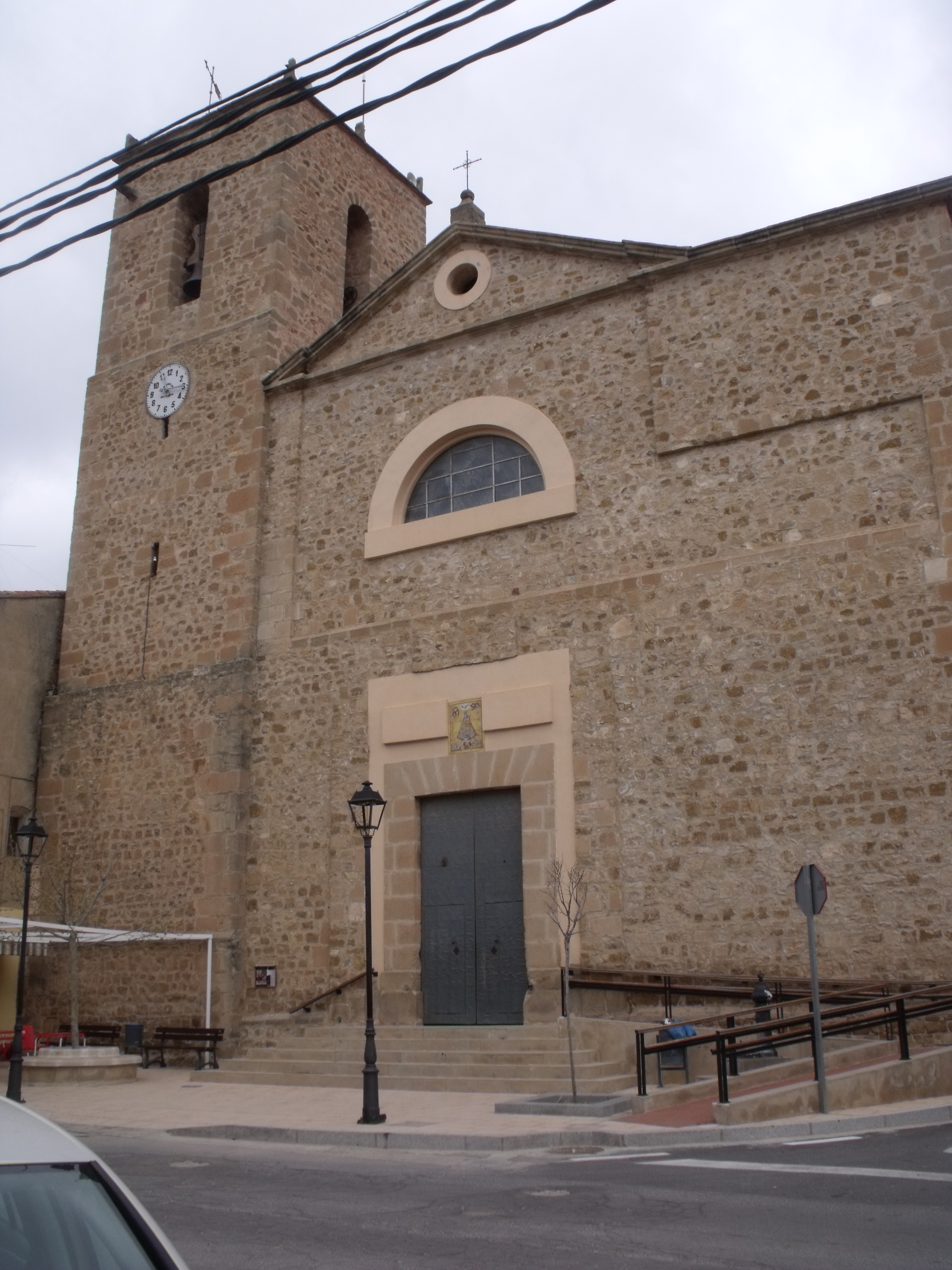
Fachada y campanario

La torre campanario está construida de mampostería con esquinas de sillar. Se forma de dos cuerpos separados por baquetón (moldura redonda y estrecha de gran tamaño). En el primero hay una saetera y el reloj, mientras que el segundo alberga las campanas. Se remata con una terraza con balaustrada con bolinches.